# Marcel Cortéz
Marcel Alejandro Cortéz Palacios (Los Andes, Región de Valparaíso, Chile, 25 de diciembre de 1995) es un futbolista profesional Chileno que se desempeña como lateral derecho. Su equipo actual es Brujas de Salamanca de la Segunda División Profesional de Chile.

## Trayectoria
Inició su formación en el fútbol en cadetes Club de Deportes Cobreloa como también en cadetes Club Deportivo Unión San Felipe. Comienza su profesionalismo en el fútbol en 2013 cuando se incorpora al Club Deportivo Trasandino de Los Andes; debutando el día 25 de enero de 2013 hasta la finalización del campeonato del año 2017. Luego es llamado a formar parte del equipo estelar de Lautaro de Buin; jugando en el periodo de los años 2018 al presente. Uno de los mayores éxitos logrados en su permanencia en el club es haber ascendido del futbol amateur al Futbol Profesional el año 2018 con Lautaro de Buin. Para la temporada 2022, es refuerzo de Deportes Melipilla de la Primera B de Chile, 
En diciembre de 2022, es anunciado como nuevo jugador de Deportes Recoleta de la Primera B.

## Clubes
| Club                | País  | Año       |
| ------------------- | ----- | --------- |
| Trasandino          | Chile | 2013-2017 |
| Lautaro de Buin     | Chile | 2018-2021 |
| Deportes Melipilla  | Chile | 2022      |
| Deportes Recoleta   | Chile | 2023      |
| San Antonio Unido   | Chile | 2024      |
| Brujas de Salamanca | Chile | 2025-Act. |

## Palmarés

### Campeonatos nacionales
| Título             | Club            | País  | Año  |
| ------------------ | --------------- | ----- | ---- |
| Tercera División A | Lautaro de Buin | Chile | 2018 |